# Hans Frenzel (Politiker)
Hans Frenzel (* 7. September 1895 in Herzogenburg; † 25. August 1966 in Linz) war Pharmazeut und Chemiker sowie Politiker der SPÖ. Er war Präsident des österreichischen Rechnungshofs.

## Leben

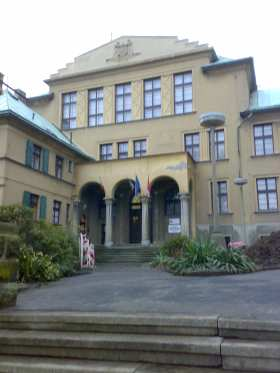
Höhere Technische Lehranstalt in Bodenbach

Frenzel absolvierte die Höhere Technische Lehranstalt, Abteilung Chemie, in Bodenbach an der Elbe. Das Doktorat der Rechte erwarb er 1937, 1957 schloss er ein Pharmaziestudium erfolgreich ab. Von 1919 bis 1926 war er Beamter der Lebensmittelkontrolle beim Magistrat Linz, danach Direktor des Linzer Marktamtes. 1938 wurde er als Sozialdemokrat aus politischen Gründen entlassen und eine Zeit lang inhaftiert. Nach einem Einsatz bei der technischen Nothilfe in der Ukraine durfte er im Jänner 1942 als Vertragsbediensteter wieder die Leitung des Marktamtes übernehmen. In dieser Funktion war er bis 1945 tätig. Im August 1942 gründete er die Widerstandsgruppe GB (GB = Gegenbewegung).
Vom Mai bis Oktober 1945 war er Mitglied der von den Amerikanern als Oberösterreichische Landesregierung eingesetzten „Beamtenregierung“ mit dem Ressort „Ernährung“. Danach war Frenzel von Dezember 1945 bis 1947 in der
Bundesregierung Figl I Bundesminister für Volksernährung, 1947 bis 1953 Vizepräsident und 1953 bis 1964 schließlich Präsident des österreichischen Rechnungshofs.
1947 gründete er die Österreichische Arbeitsgemeinschaft für Volksgesundheit, wurde deren Generalsekretär und später Präsident. Ab 1948 war er neben seinen politischen Ämtern außerdem Präsident der Österreichischen Esperantobewegung.
Ab 1946 war er Mitglied der Codexkommission, von 1951 bis 1964 deren Vorsitzender. Als Vorsitzender der für die Neufassung des Österreichischen Lebensmittelbuches (Codex Alimentarius Austriacus) zuständigen Codexkommission im Sozialministerium hatte er großen Einfluss auf die zu bearbeitende Neufassung des Österreichischen Lebensmittelcodex.
Von 1958 bis 1962 bekleidete er die Funktion des Präsidenten des „Europäischen Rates des Codex Alimentarius Europaeus“. 1965 wurde er zum Vorsitzenden (Koordinator) des Koordinationskomitees für Europa der FAO/WHO Codex Alimentarius Commission gewählt.
Frenzel war der Initiator für die Gründung des Codex Alimentarius Europaeus. Ab dem Jahr 1953 verfolgte er die Idee eines Europäischen Lebensmittelbuches, die auch von der Lebensmittelwirtschaft stark unterstützt wurde. Im Jahr 1958 wurde der Europäische Rat des Codex Alimentarius Europaeus gegründet, zu dessen erstem Präsident Frenzel gewählt wurde. 1963 wurde der Europäische Rat des Codex Alimentarius Europaeus als „Regionale Koordinationsgruppe für Europa (CCEURO)“ in die FAO/WHO Codex Alimentarius Commission eingegliedert. Frenzel wurde 1965 zum Vorsitzenden des Koordinationskomitees für Europa gewählt, konnte diese Funktion aber aus Gesundheitsgründen nicht mehr ausüben.
Hans Frenzel war ab 1930 Mitglied der Freimaurerloge Schiller und des Kränzchens Zu den 7 Weisen in Linz, nach 1945 in der Sammelloge Humanitas renata sowie Gründungsmitglied der reaktivierten Loge Lessing Zu den 3 Ringen (1947) und der Loge Donau Zu den friedlichen Ufern (1952); 1964/65 war er deputierter Großmeister der Großloge von Österreich, ab 1965 Ehrenmitglied derselben.

## Auszeichnungen
- 1954: Großes Goldenes Ehrenzeichen am Bande für Verdienste um die Republik Österreich[8]
- 1957: Großkreuz des Bundesverdienstkreuzes